# كوني وونغ
كوني وونغ (3 أبريل 1977 بهونغ كونغ في الصين - ) هي لاعبة كريكت صينية. شاركت مع منتخب هونغ كونغ للكريكت. أما مع النوادي، فقد لعبت مع Western Australia women's cricket team ‏.

## وصلات خارجية
- كوني وونغ على موقع إي آس بي آن كريك إنفو (الإنجليزية)